# NGC 6769
NGC 6769 is een balkspiraalstelsel in het sterrenbeeld Pauw. Het ligt 160 miljoen lichtjaar van de Aarde verwijderd en werd op 11 augustus 1836 ontdekt door de Britse astronoom John Herschel. NGC 6769 vormt samen met NGC 6770 en NGC 6771 een kleine groep van 3 sterrenstelsels. Deze groep heeft de bijnaam Masker van de duivel (Devil's Mask) gekregen, en staat op 1 graad ten zuidoosten van de bolvormige sterrenhoop NGC 6752.

## Synoniemen
- ESO 141-48
- VV 304
- AM 1914-603
- PGC 63042